# How Molly Made Good
How Molly Made Good er en amerikansk stumfilm fra 1915 af Lawrence B. McGill.

## Medvirkende
- Marguerite Gale som Molly Malone.
- Helen Hilton som Alva Hinton.
- John Reedy som Reed.
- William H. Tooker.
- William A. Williams.